# Bredagerskolen
Bredagerskolen er en skole i Jelling, beliggende i Vejle Kommune. Det er den største folkeskole i hele Vejle Kommune. Skolen er en UNESCO-Skole på grund af Jellingstenene som er optaget på UNESCO's Verdensarvsliste.
Bredagerskolen er en tre- til firesporet skole med ca. 800 elever fra 0. – 9. klassetrin, samt en specialklasse for børn med generelle indlæringsvanskeligheder. Skolen står desuden for undervisningen af unge anbragt på socialpædagogiske opholdssteder i Vejle Kommune.
55°45′11.05″N 9°25′25.41″Ø / 55.7530694°N 9.4237250°Ø